# Emancypacja (prawo rzymskie)
Emancypacja (łac. emancipatio uwolnienie spod władzy patria potestas, dosł. wypuszczenie z rąk) – zwolnienie z podległości władzy ojcowskiej, czynność prawna odwrotna do mancypacji. W prawie rzymskim jeden ze sposobów wygaśnięcia władzy ojcowskiej na osobach alieni iuris.

## Znaczenie i skutki emancypacji
Emancypacja była sformalizowaną czynnością prawną, której dokonywał pater familias. Skutkowała ona dla emancypowanego wyjściem spod patria potestas oraz zerwaniem pokrewieństwa agnatycznego z dotychczasową rodziną. Emancypacja powodowała utratę statusu rodzinnego (status familiae) zwaną capitis deminutio minima. Tak jak mancypacja, emancypacja należała do czynności zwanych actus legitimi, których nie można było obwarować warunkiem ani terminem.

## Przebieg emancypacji
Do czasów Justyniana, emancypacja syna polegała na trzykrotnej (pozornej) sprzedaży mancypacyjnej osobie zaufanej, co – w myśl postanowień ustawy XII tablic – wyzwalało go spod władzy ojca. Po trzeciej sprzedaży emptor (kupujący) remancypował syna, w konsekwencji czyniąc go osobą sui iuris. Pozostałe osoby podległe patria potestas (córki, wnuki) emancypowano jednokrotną mancypacją. W trakcie przeprowadzania emancypacji emancypowany znajdował się (chwilowo) w stanie zależności prywatnoprawnej, zwanej mancipium. Jako że emancypacja powodowała capitis deminutio minima, emancypowany tracił prawo do spadku po swoim dotychczasowym pater familias. W związku z tym emancypacji towarzyszyło najczęściej wyposażenie emancypowanego, poprzez przekazanie mu na własność zarządzanego przez niego peculium.
W prawie justyniańskim – wobec zniesienia mancypacji – emancypacji dokonywano składając oświadczenie przed sądem. W wypadku emancypacji dziecka mającego powyżej 7 lat konieczna była zgoda tego dziecka. W tym czasie emancypowani nie tracili już praw do spadku.